# غيليس بيرنير
غيليس بيرنير هو دبلوماسي وسياسي كندي، ولد في 15 يوليو 1934 في مونتريال في كندا. نشط حزبياً في الحزب الكندي التقدمي المحافظ ومستقل. وقد انتخب سفير كندا لدى هايتي ‏ (1997 – 2001) وانتخب عضو مجلس العموم الكندي عن دائرة Beauce (electoral district) ‏ وقد انضم خلال فترته النيابية ‏ (5 نوفمبر 1984 – 2 يونيو 1997) للكتلة البرلمانية الحزب الكندي التقدمي المحافظ.